# شاويانغ
شاويانغ (بالصينية المبسطة: 朝阳 区؛ بالصينية التقليدية: 朝陽 區) هي محافظة في الصين تابعة إلى إقليم بكين. يبلغ عدد سكانها 3545000 نسمة و ذلك حسب إحصائيات سنة 2010. يبلغ ارتفاع المدينة عن سطح البحر قرابة 34 متر. تبلغ مساحتها 475 كم².

## توأمة
لشاويانغ اتفاقيات توأمة مع كل من:
- بروكلين
- برازيليا

## وصلات خارجية
- الموقع الرسمي